# Norris Stubbs
Norris Stubbs (ur. 8 listopada 1948 w Nassau, zm. 9 sierpnia 2014 w College Station) – bahamski naukowiec i lekkoatleta.

## Życiorys
W 1966 roku ukończył naukę w Government High School w Nassau. Uzyskał tytuł Bachelor of Arts z fizyki na Grinnell College w stanie Iowa. Następnie studiował na Uniwersytecie Columbia, na którym uzyskał kolejno tytuły Bachelor of Science, Master of Science (z mechaniki konstrukcyjnej) i Doctor of Engineering Science z mechaniki inżynieryjnej (1976). 
Karierę naukową rozpoczął jako adiunkt na Uniwersytecie Columbia. Następnie przeniósł się do Texas Agricultural and Mechanical University, z którym był związany do końca życia (profesor Wydziału Inżynierii Lądowej tejże uczelni). Autor licznych artykułów i książek naukowych z zakresu inżynierii lądowej. Był również muzykiem grającym na waltorni i autorem publikacji dotyczącej muzyki ludowej na Dominice (A Survey of the Folk Music of Dominica). 
Wziął udział w Letnich Igrzyskach Olimpijskich 1968 w biegach na 100 i 200 m. W biegu eliminacyjnym na 100 m zajął 5. miejsce, nie awansując do dalszej rundy (10,67 s – 51. czas wśród 67 zawodników). Na drugim dystansie zajął 6. miejsce w biegu eliminacyjnym, również odpadając z zawodów (21,64 s – 41. wynik wśród 50 sprinterów).
Rekordy życiowe: bieg na 100 m – 10,67 (1968), bieg na 200 m – 20,8 (1968).